# Bastgöl, Östergötland
Bastgöl är en sjö i Kinda kommun i Östergötland och ingår i Botorpsströmmens huvudavrinningsområde.